# Álomkófic (gyermekalbum)
Az Álomkófic a Misztrál együttes első, gyermekeknek szánt nagylemeze. Az együttes egyik meghatározó gondolata a lemezről: egy gyereklemeznek nem kell eltérnie egy felnőtt lemeztől a fontos kérdésekben, azaz nem egyszerűsödnie kell, csupán színesednie.

## Számok
1. Álomkófic (Csongor A. – Hoppál M.)
2. Cinkehívogató; Februári kérdés (Szepesi A. – Török M.)
3. Csellengők (Szepesi A. – Heinczinger M.)
4. Táncol a sárga (Szilágyi D. – Török M.);Hol jártál az éjjel… (népdalátdolgozás – Hoppál M., Pusztai G.)
5. Kikiáltó (Szepesi A. – Pusztai G., Heinczinger M.)
6. Szamármese (Romhányi J. – Török M.)
7. Műlovarnő (Lackfi J. – Hoppál M.)
8. Széllel tündökleni (Balassi B. – Tóbisz T. T.)
9. Moszkitó-opera (Romhányi J. – Tóbisz T. T.)
10. Lóci verset ír (Szabó L. – Török M.)
11. Boldogasszony (Szepesi A. – Heinczinger M.)
12. Út hazafele (Csongor A. – Hoppál M.)
13. Kicsi vagyok… (Szabó L. – Tóbisz T. T.)
14. Béka-tangó (Thándor M. – Török M.)
15. Róka és a holló (Romhányi J. – Tóbisz T. T., Heinczinger M., Török M.)
16. Esik a hó (Szabó L. – Török M.)
17. Árvalányhaj (Szepesi A. – Heinczinger M.)